# Câmpul de exerciții militare Munster

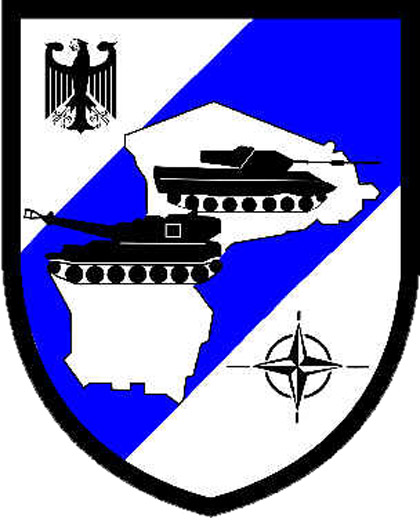

Câmpul de exerciții militare Munster (germană Truppenübungsplatz Munster) este situat în pădurea Raubkammer, Lüneburger Heide, Germania. El este alcătuit din două câmpuri de exerciții separate Munster-Nord și Munster-Sud ambele fiind amplasate în apropierea localității Munster. In acest teritoriu se află specii de animale în pericol de dispariție.

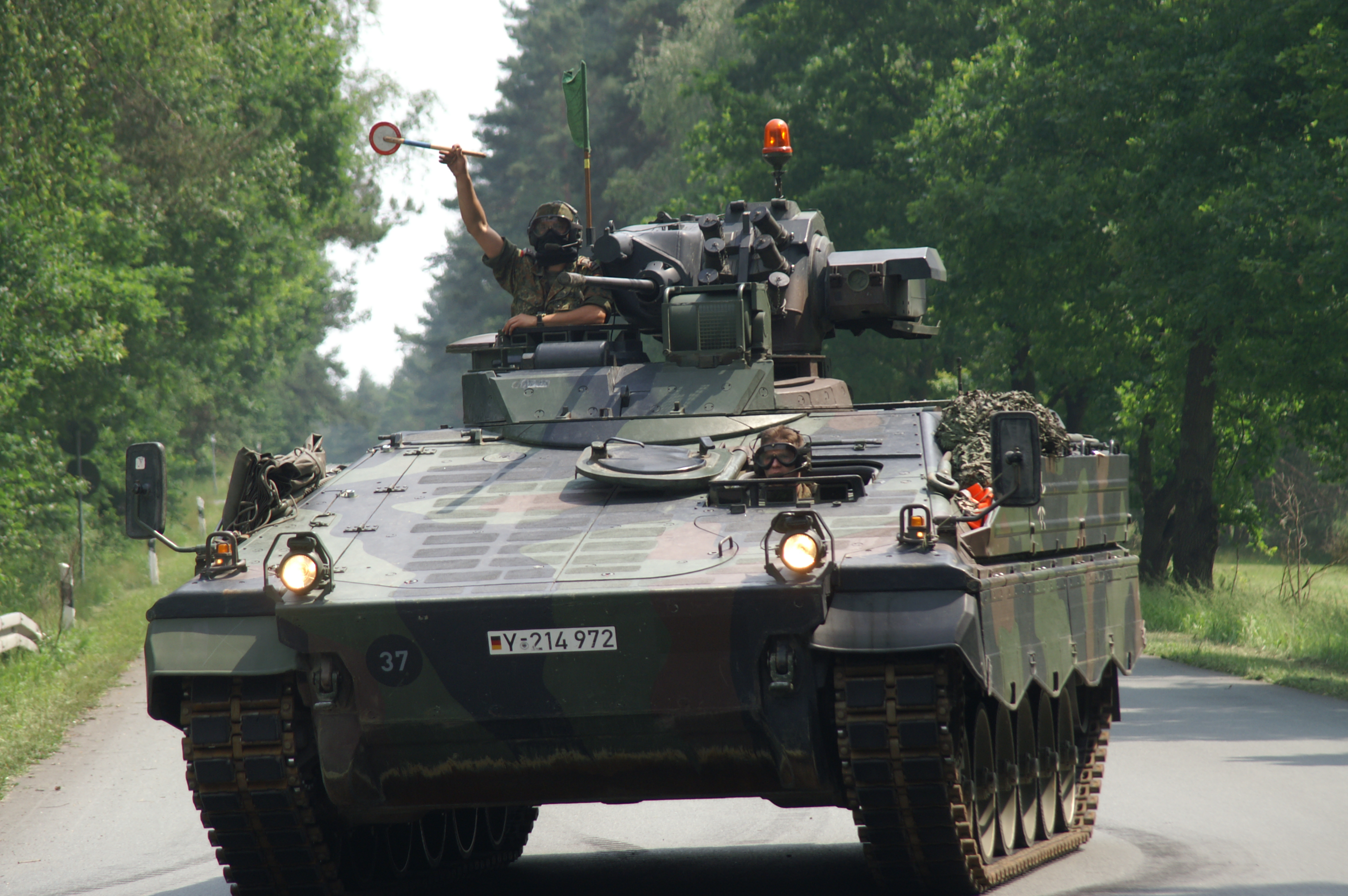
Blindate spre câmpul de exerciţii